# 現代日本社会学部
現代日本社会学部（げんだいにほんしゃかいがくぶ）とは、大学に置かれる学部の一つ。

## 概要
2010年に皇學館大学に皇學館大学現代日本社会学部設置されたのが日本初である。
同大学の建学の精神である日本の歴史や伝統に関する事柄の教育研究を行うと共に、日本人としての自覚を持ち世界の文明の発展に貢献できる人材の育成を目標としている。